# Eric Baumann
Eric Baumann (født 21. marts 1980 i Rostock) er en tysk professionel landevejscykelrytter for UCI ProTour T-Mobile Team fra 2004 til 2007. Han skrev en kontrakt med T-Mobile i 2004, startede sin professionelle karriere på Team Wiesenhof i 2003.
Bor i øjeblikket i Leipzig i Tyskland.

## Sejre
2005
- Tour de Luxembourg etape 1

2003
- Tour of Solidarnosc etape 2

2002
- German Champion (U23)

2001
- European Championships (U23)

2000
- Paris-Roubaix (U23)